# Dehel Gábor
Dehel Gábor (Szatmár, 1940. április 29. – Kolozsvár, 2014. szeptember 8.) magyar író, színművész, rendező.

## Életútja
Középiskolai tanulmányait szülővárosában végezte, majd a marosvásárhelyi Szentgyörgyi István Színművészeti Főiskola tanítványa. 1961-től a Kolozsvári Állami Magyar Színház tagja. Balettlibrettóval jelentkezett: Junger Ervin zenéjére Találkozások címmel írt táncjáték-szövegkönyvet (bemutatta az Állami Magyar Opera 1964-ben). Az 1970-es években a Diák Művelődési Ház, majd a Stúdió Színpad (Kolozsvár) műkedvelőinek játékait irányította 1976 és 1979 között. Az 1980-as években elvégezte Bukarestben a rendezői szakot. 1991-től a Kolozsvári Állami Magyar Opera rendezőjeként sikerre vitt számos darabot: Ferdinánd (Schiller: Ármány és szerelem); Callimaco (Machiavelli: Mandragóra); Ádám (Molnár Ferenc: Játék a kastélyban); Longaville (Shakespeare–Mészöly D.: Lóvátett lovagok); Le Beau (Shakespeare: Ahogy tetszik). F. R. Thomas: Nyolc nő; Gelman: Ketten a padon; Huszka J.: Mária főhadnagy; Erkel Ferenc: Bánk bán.
Először 1965-ben jelent meg írása az Ifjúmunkásban. Számos karcolata, novellája, színészportréja, riportja, színházi kérdésekkel foglalkozó írása új nemzedékének tárgyilagos elemzőkészségét tükrözte. Drámával is kísérletezett. Hasonmások című groteszk játékában az elszemélytelenedett hatalom mechanizmusának képét bontotta ki. Márton Jánossal közösen dramatizálta Jókai Mór A kőszívű ember fiai (bemutató Kolozsvárt, 1977) és Az aranyember című regényeit. Az ártatlan című drámáját a kolozsvári rádió magyar adásában mutatták be (1978), majd 1984-ben a kolozsvári színházban adták elő Tompa Gábor rendezésében. Gheorghe I. Bodeával közösen szerzett Találkozások című darabja a kolozsvári rádióban két nyelven hangzott el (1979).  Collodi nyomán dramatizált Pinokkió című színdarabját ifjúsági bérletben játszották (1979), Időzavarban című televíziós játékát a magyar nyelvű adásban mutatták be, a főszerepben Barkó Györggyel (1980).
1991-től a Kolozsvári Magyar Opera rendezője is. Színpadra állította Erkel Ferenc összes operáját.

## Köteteiből
- Elődöntő. Novellák; Kriterion, Bukarest, 1971 (Forrás)
- Kulisszatitok. Regény; Dacia, Kolozsvár, 1974
- Öngól. Bűnügyi játék egy lélektani lehetőséggel; Albatrosz, Bukarest, 1980
- A kölyök. Ifjúsági regény; Dacia, Kolozsvár-Napoca, 1981
- Az utolsó négy nap. Regény; Dacia, Kolozsvár-Napoca, 1984
- Marton Melinda. Beszélgetőkönyv; Komp-Press, Kolozsvár, 2008 (Prospero könyvek)
- Bisztrai Mária. Beszélgetőkönyv; Korunk–Komp-Press, Kolozsvár, 2011 (Prospero könyvek)